# Russell Martin (piłkarz)
Russell Kenneth Alexander Martin (ur. 4 stycznia 1986) – szkocki piłkarz grający na pozycji prawego obrońcy.

## Kariera
Martin spędził rok w akademii Brighton. W 2004 roku po opuszczeniu tego zespołu został zawodnikiem Lewes, które występowało w Isthmian League. Następnie podpisał kontrakt z Wycombe. 7 sierpnia 2004 roku zadebiutował w barwach tego klubu w meczu z Cambridge United. W sezonie 2004/05 rozegrał dziesięć spotkań. Latem 2006 roku podpisał nowy, dwuletni kontrakt.
29 maja 2008 roku został zawodnikiem beniaminka League One, Peterborough United, z którym podpisał trzyletni kontrakt. 28 września 2008 roku został nowym kapitanem klubu. W pierwszym sezonie w klubie zagrał w każdym spotkaniu i pomógł drużynie w awansie do Championship.
W listopadzie 2009 roku został wypożyczony do Norwich City. 4 stycznia 2010 roku został na stałe przetransferowany do Kanarków. 14 września 2010 roku trafił swojego pierwszego gola w meczu z Doncaster Rovers. W sezonie 2010/11 awansował do Premier League.
31 sierpnia 2018 skończył się jego kontrakt z Norwich. 19 października 2018 po 2 miesiącach bez klubu podpisał kontrakt z Wallsall F.C.